# Ryan ST

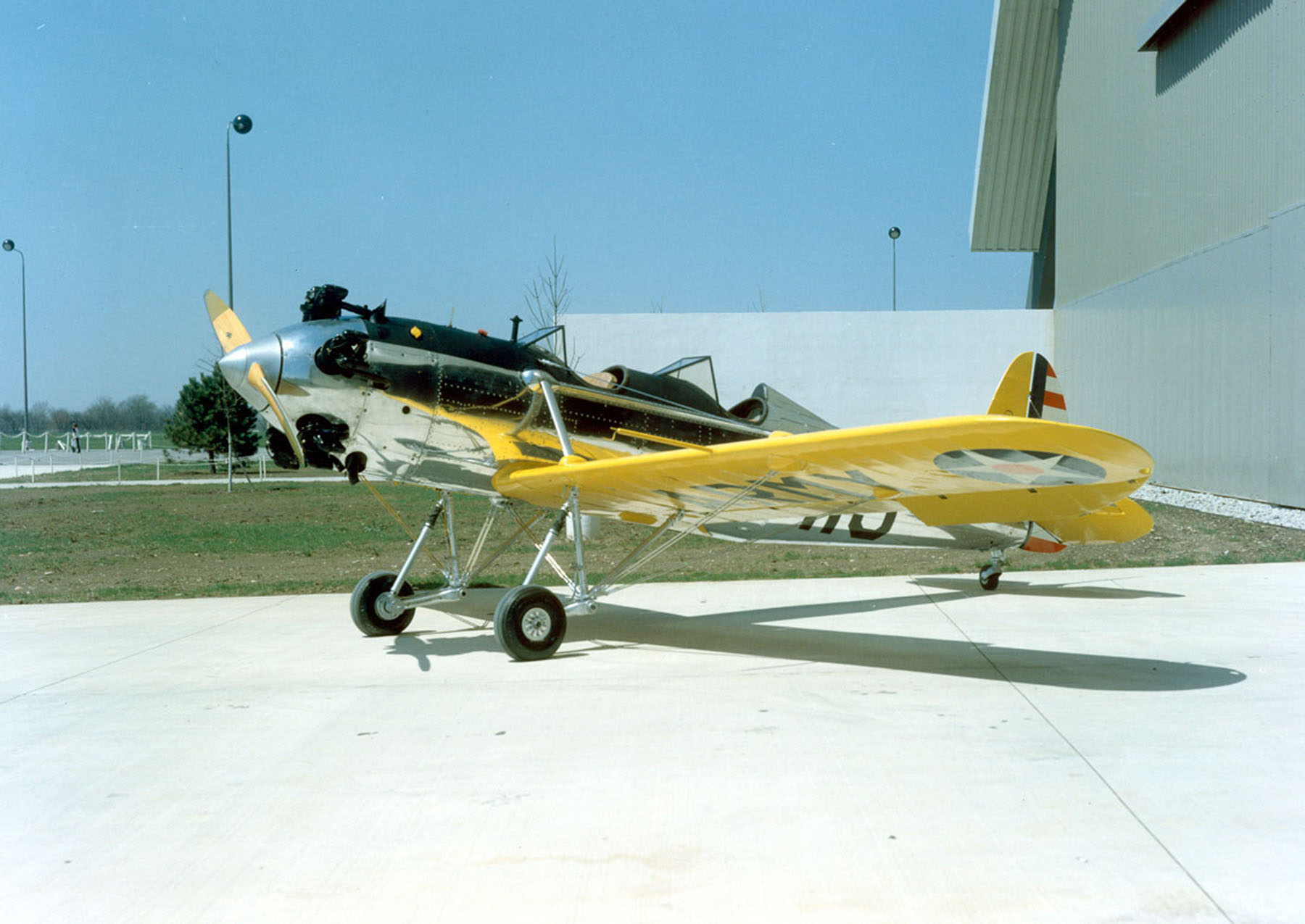
Militärische Variante PT-22 Recruit

Die Ryan STs waren eine Serie von zweisitzigen Tiefdeckerflugzeugen der Ryan Aeronautical Company. Sie wurden als Sportflugzeuge sowie als Schulflugzeug in Flugschulen und beim Militär verschiedener Länder eingesetzt.
Design und Entwicklung
T. Claude Ryan war der Gründer der Ryan Aeronautical Company, die zweite Gesellschaft mit diesem Namen und die vierte Firma, an der er beteiligt war, und die seinen Namen trugen (die erste, Ryan Airlines, war der Hersteller des Ryan NYP, bekannter als Spirit of St. Louis). Er begann 1933 mit der Entwicklung des ST (für den „Sporttrainer“, auch S-T genannt), dem ersten Entwurf des Unternehmens.

## Produktion
Abnahme der Ryan ST durch die USAAF/US Navy: 
| Version | 1940 | 1941 | 1942 | SUMME |
| ------- | ---- | ---- | ---- | ----- |
| PT-20   | 149  | 38   |      | 187   |
| PT-21   |      | 100  |      | 100   |
| NR-1    |      | 100  |      | 100   |
| PT-22   |      | 369  | 679  | 1.048 |
| SUMME   | 149  | 607  | 679  | 1.435 |